# خوسيه مانويل مينديز غوميز
خوسيه مانويل مينديز غوميز (20 يونيو 1996 في البرتغال - ) هو لاعب كرة قدم برتغالي في مركز الدفاع. شارك مع منتخب البرتغال تحت 17 سنة لكرة القدم ومنتخب البرتغال تحت 18 سنة لكرة القدم ومنتخب البرتغال تحت 19 سنة لكرة القدم. أما مع النوادي، فقد لعب مع S.C. Braga B ‏.

## وصلات خارجية
- خوسيه مانويل مينديز غوميز على موقع Soccerway.com (الإنجليزية)